# 2022 HQ19
2022 HQ19 est un objet transneptunien en résonance 2:7 avec Neptune.
2022 HQ19 a un diamètre estimé à environ 246 km, il a été découvert en 2022, mais retrouvé sur des données de 2014.